# Daan Reiziger
Daan Reiziger (Groningen, 18 juni 2001) is een Nederlands voetballer die als doelman speelt. Sinds 2021 stond hij onder contract bij Vitesse en sinds 2 september 2023 staat hij onder contract bij SC Cambuur waar hij heeft getekend voor 2 jaar.

## Clubcarrière

### Ajax
Reiziger begon met voetbal bij Be Quick 1887 en maakte in 2012 samen met zijn tweelingbroer de overstap naar de jeugdopleiding van FC Groningen. In 2016 kwam hij in de jeugdopleiding van AFC Ajax. In januari 2019 zat hij voor het eerst op de bank bij Jong Ajax. Reiziger onderscheidde zich in maart 2019 toen hij bij de onder 19 in de blessuretijd van de kwartfinalewedstrijd om de UEFA Youth League tegen Atlético Madrid werd ingebracht en vervolgens in de penaltyreeks drie strafschoppen stopte. Reiziger debuteerde op 19 maart 2021 voor Jong Ajax in de Eerste divisie als basisspeler in de thuiswedstrijd tegen MVV Maastricht (4-3). Op 8 april 2021 zat hij voor het eerst op de bank bij het eerste team tijdens de thuiswedstrijd in de kwartfinale van de UEFA Europa League 2020/21 tegen AS Roma. Op 11 april zat hij op de bank bij de uitwedstrijd in de Eredivisie tegen RKC Waalwijk. Reiziger speelde negen wedstrijden voor Jong Ajax en zat acht keer op de bank bij het eerste team en maakte zo ook het behalen van de landstitel 2020/21 mee.

### Vitesse
Reiziger verruilde Ajax medio 2021 transfervrij voor Vitesse. Daar ondertekende hij een driejarig contract. Op zondag 4 september 2022 maakte Reiziger zijn debuut in de Eredivisie in de uitwedstrijd tegen FC Groningen.

## Clubstatistieken
| Seizoen | Club       | Competitie     | Competitie | Competitie | Beker | Beker | Overig | Overig | Internationaal | Internationaal | Totaal | Totaal |
| Seizoen | Club       | Competitie     | Wed.       | Dlp.       | Wed.  | Dlp.  | Wed.   | Dlp.   | Wed.           | Dlp.           | Wed.   | Dlp.   |
| ------- | ---------- | -------------- | ---------- | ---------- | ----- | ----- | ------ | ------ | -------------- | -------------- | ------ | ------ |
| 2020/21 | Jong Ajax  | Eerste divisie | 9          | 0          | 0     | 0     | 0      | 0      | -              | -              | 9      | 0      |
| 2021/22 | Vitesse    | Eredivisie     | 0          | 0          | 0     | 0     | 0      | 0      | 0              | 0              | 0      | 0      |
| 2022/23 | Vitesse    | Eredivisie     | 8          | 0          | 1     | 0     | -      | -      | -              | -              | 9      | 0      |
| 2023/24 | SC Cambuur | Eerste divisie |            |            |       |       |        |        |                |                |        |        |
| Totaal  |            |                | 17         | 0          | 1     | 0     | 0      | 0      | 0              | 0              | 18     | 0      |

Bijgewerkt t/m 4 juni 2023.